# Дегучи, Криста
Криста Дегучи (англ. Christa Deguchi; род. 29 октября 1995 Нагано, Япония) — канадская дзюдоистка, олимпийская чемпионка 2024 года, двукратная чемпионка мира 2019 и 2023 годов в весовой категории до 57 кг.

## Биография
В 2017 году Дэгучи стала представлять Канаду на официальных турнирах по дзюдо. Хотя она родилась в Японии, но отец Дэгучи из Канады, и это позволило ей начать выступления за эту северную страну. В 2012 году к Дэгучи уже обращались с просьбой представлять Канаду, но в тот момент она отказалась. Понимая, что ее лучшим выбором, чтобы выступить на Олимпиаде будет Канада, в конце концов она согласилась.
Победитель Панамериканского чемпионата по дзюдо в 2018 году в Коста-Рике.
На чемпионате мира 2018 году в Баку, она завоевала первую для себя медаль на крупных мировых соревнованиях - бронзу в весовой категории до 57 кг. Она принесла первую медаль для Канады в женском дзюдо.
На предолимпийском чемпионате мира 2019 года, который проходил в Токио завоевала золотую медаль, переиграв в финале японскую спортсменку Цукасу Ёсиду.
В мае 2023 года, в столице Катаре, на чемпионате мира, канадская дзюдоистка в весовой категории до 57 кг стала чемпионкой, в финале победив японскую спортсменку Харуку Фунакубо.
Весной 2024 года на предолимпийском чемпионате мира, который состоялся в Объединённых Арабских Эмиратах, Криста завоевала серебряную медаль, в финале она уступила спортсменке из Южной Кореи Ха Ми-ми.
На летних Олимпийских играх 2024 года в Париже Криста завоевала золотую медаль, одолев в финале корейскую спортсменку Ха Ми-ми.